# Heterochelus longicollis
Heterochelus longicollis är en skalbaggsart som beskrevs av Kulzer 1960. Heterochelus longicollis ingår i släktet Heterochelus och familjen Melolonthidae. Inga underarter finns listade i Catalogue of Life.